# Die Tribute von Panem X – Das Lied von Vogel und Schlange
Die Tribute von Panem X – Das Lied von Vogel und Schlange (Originaltitel: The Ballad of Songbirds and Snakes – A Hunger Game Novel) ist ein dystopischer Roman der amerikanischen Autorin Suzanne Collins. Es handelt sich dabei um ein Spin-off und Prequel von Die Tribute von Panem (Originaltitel: The Hunger Games). Protagonist des Romans ist der aus der Panem-Trilogie bekannte spätere Präsident von Panem Coriolanus Snow, der im Prequel 18 Jahre alt ist. Mittelpunkt der Handlung sind die 10. Hungerspiele. Damit spielt der Roman 64 Jahre vor dem ersten Band der Originaltrilogie, in dem Katniss Everdeen bei den 74. Hungerspielen teilnahm.
Der Roman ist am 19. Mai 2020 auf Deutsch im Oetinger-Verlag mit einer Erstauflage von 350.000 erschienen. Die am selben Tag im amerikanischen Verlag Scholastic erschienene englische Ausgabe startete mit 2,5 Millionen Exemplaren.

## Handlung
Der achtzehnjährige Coriolanus Snow wird als einer von 24 Studenten der Akademie des Kapitols auserwählt, welche als Mentoren bei den 10. Hungerspielen fungieren. Für Coriolanus, dessen Familie in den Kriegsjahren ihren Wohlstand verloren hat, bietet sich hiermit eine einmalige Gelegenheit, da dem Mentor des Siegers ein Preisgeld winkt, mit dem er sein Studium an der Universität finanzieren könnte. Zu seiner Bestürzung wird ihm der weibliche Tribut aus Distrikt 12 zugeteilt, welcher grundsätzlich schlechte Chancen auf den Sieg hat. Das ausgewählte Mädchen – Lucy Gray Baird – zieht jedoch schnell die Aufmerksamkeit des Kapitols auf sich, als sie bei der Ernte singt. Coriolanus begrüßt Lucy Gray am Bahnhof, als diese mit den anderen Tributen in einem Viehwaggon ankommt. Coriolanus und Lucy Gray verstehen sich auf Anhieb.
Coriolanus besucht mehrfach die Tribute, die im Affengehege des Zoos gefangen gehalten werden. Dort trifft er auch auf Sejanus Plinth, einen weiteren Mentor, dessen Familie ursprünglich aus Distrikt 2 stammt, sich jedoch durch ihren Reichtum ins Kapitol einkaufen konnte. Da die Tribute vom Kapitol nicht mit Nahrung versorgt werden, beginnt Coriolanus, Essen aus der Akademie zu Lucy Gray zu bringen; weitere Mentoren folgen ihm dabei. Dies endet jedoch, als eine weitere Mentorin, Arachne Crane, von ihrem weiblichen Tribut Brandy ermordet wird, weil Arachne Brandy ein Sandwich entzogen hatte. Letztere wird daraufhin erschossen. Als in der Akademie diskutiert wird, wie die Hungerspiele für das Volk von Panem interessant bleiben können, erhält Coriolanus den Auftrag, ein Exposé zu fertigen, in dem er das Konzept von Wetten und der Möglichkeit, dass Sponsoren den Tributen Essen zusenden können, erarbeitet. Dr. Gaul, die Oberste Spielemacherin, nimmt diese Ideen in die Hungerspiele auf.
Während einer Tour durch die marode Arena des Kapitols, in der die Hungerspiele wie jedes Jahr stattfinden sollen, explodieren einige Bomben, die mehrere Tribute und Mentoren töten. Einige der verbliebenen Mentoren und Tribute nehmen an einem Fernsehinterview teil, um Sponsoren zu gewinnen. Vor dem Beginn der Hungerspiele überreicht Coriolanus Lucy Gray als Andenken die Puderdose seiner verstorbenen Mutter und weist sie subtil darauf hin, dass sie diese mit dem Rattengift füllen könnte, welches bei ihrem Gefängnis (das Affengehege im Zoo) ausgelegt ist.  Als die Hungerspiele beginnen, sind nur noch 14 Tribute im Rennen; die anderen sind bereits zuvor durch die Bomben, Krankheiten oder Verhungern verstorben. Sejanus, Mentor von Marcus, dem männlichen Tribut aus Distrikt 2, schleicht sich in der Nacht in die Arena, um als Märtyrer zu sterben, da er das Kapitol und die Hungerspiele hasst. Coriolanus wird daraufhin von Dr. Gaul dazu überredet, ebenfalls in die Arena einzudringen, um Sejanus herauszuholen. Beim Verlassen der Arena werden beide von einigen Tributen angegriffen. Im Tumult tötet Coriolanus den männlichen Tribut aus Distrikt 8. Währenddessen hatte das Kapitol den Übertragungsbildschirm verdunkelt.
Als Coriolanus erfährt, dass Schlangenmutationen in der Arena freigelassen werden sollen, hinterlässt er ein von Lucy Gray verwendetes Taschentuch im Schlangenkasten, damit diese sich an ihren Geruch gewöhnen und sie später nicht angreifen. Hierdurch und durch das Rattengift gelingt es ihr, als letzter Tribut zu verbleiben und zur Siegerin erklärt zu werden. Coriolanus wird jedoch mit dem Taschentuch und der Puderdose konfrontiert, implizierend, dass er bei den Spielen betrogen hat. Der Weg an die Universität bleibt ihm verwehrt. Stattdessen wird er gezwungen als Friedenswächter zu arbeiten und meldet sich freiwillig für Distrikt 12 in der Hoffnung, dort Lucy Gray wiederzutreffen. Dort trifft er auch auf Sejanus, der ebenfalls Friedenswächter geworden ist. Unter anderem sind beide an einer Mission beteiligt, Schnattertölpel und Spotttölpel einzufangen, um diese für eine Studie ins Kapitol zu schicken.
Coriolanus trifft bei einem Auftritt am Hob Lucy Gray und deren Band, die Covey, wieder. Bei einer anderen Gelegenheit beobachtet Coriolanus Sejanus bei einem Gespräch mit einem Schwarzmarktwaffenhändler, was ihn vermuten lässt, dass Sejanus etwas Gefährliches plant. Seine Vermutung wird bestätigt, als dieser ihm von seinem Plan erzählt, mit einer Gruppe in den Norden zu fliehen. Coriolanus gelingt es, das Gespräch mittels der Schnattertölpel aufzuzeichnen und ins Kapitol zu senden, in der Hoffnung, dass Dr. Gaul es entdeckt. Bei einem anderen Konzert folgt Coriolanus Sejanus, als dieser sich davonschleicht. Auch Lucy Gray kommt dazu. Spruce, ein Bewohner von Distrikt 12, erzählt wiederum von dem Fluchtplan. Hierfür hat Sejanus Waffen besorgt. Lucy Grays Exfreund Billy Taupe und die Tochter des Bürgermeisters, Mayfair, die das Gespräch belauscht haben, werden von Spruce und Coriolanus erschossen. Die Gruppe kehrt zum Konzert zurück. Spruce verschwindet, um die Waffen zu verstecken.
Sejanus wird von Friedenswächtern festgenommen und wegen Hochverrats gehängt, da Coriolanus’ Schnattertölpel Dr. Gaul erreicht hat. Lucy Gray erzählt Coriolanus, dass sie in den Norden fliehen will, da der Bürgermeister sie für den Tod seiner Tochter verantwortlich macht. Aus Angst, für den Mord hingerichtet zu werden, beschließt Coriolanus, sich ihr anzuschließen. Sie singt das Lied The Hanging Tree, um Coriolanus ihren Treffpunkt für die Flucht mitzuteilen. Am nächsten Tag erfährt Coriolanus, dass er den Aufnahmetest für die Offiziersschule in Distrikt 2 bestanden hat und am darauffolgenden Tag aufbrechen soll, bleibt aber bei seiner Entscheidung, mit Lucy Gray zu fliehen. Als er Lucy Gray am Hanging Tree trifft, deutet er versehentlich an, dass er Sejanus verraten habe.
Die beiden brechen zur Flucht in den Wald auf. In einem Haus am See findet Coriolanus die von Spruce versteckten Waffen. Als Lucy Gray das Haus verlässt, um Essen zu sammeln, erkennt Coriolanus, dass er, wenn er die Waffen zerstört, ins Kapitol zurückkehren könnte, da es keinen Hinweis auf seine Täterschaft gäbe. Auch wird er sich dessen bewusst, dass Lucy Gray, die letzte Zeugin des Mords, Ähnliches denken muss, und fürchtet nun, dass diese ihn aus Angst töten könnte. Als Coriolanus nach einer Weile feststellt, dass Lucy Gray weggelaufen ist, folgt er bewaffnet ihren Spuren. Dabei wird er von einer Schlange gebissen, die mutmaßlich Lucy Gray auf dem Weg platziert hat. Er schießt mehrfach wütend in den Wald und kehrt dann in Distrikt 12 zurück, um den Schlangenbiss ärztlich untersuchen zu lassen.
Dort besteigt er ein Hovercraft nach Distrikt 2 und findet sich jedoch im Kapitol wieder. Dr. Gaul empfängt ihn und erklärt, dass sie lediglich wollte, dass er in den Distrikten Erfahrungen sammeln und die Leute dort besser verstehen könnte. Coriolanus ist nunmehr vollkommen von der Notwendigkeit der Spiele und der Bedeutung des Kapitols überzeugt. Dr. Gaul ermöglicht ihm nun auch das Studium an der Universität.
In der Folge erarbeitet Coriolanus als Spielemacher einige neue Ideen für die Hungerspiele, wie zum Beispiel die Nahrungsmittelgewinne für den Siegerdistrikt sowie das Siegerdorf und das Preisgeld für die Sieger der Hungerspiele. Er wird zudem als Erbe des Vermögens der Plinth eingesetzt. Lucy Grays Schicksal bleibt ungewiss.

## Tribute und Mentoren der 10. Hungerspiele
| Distrikt | Tribut          | Mentor              | Bemerkung |
| -------- | --------------- | ------------------- | --- |
| 1        | Facet           | Livia Cardew        | Facet wird von Friedenswächtern erschossen, nachdem er nach dem Bombenanschlag flüchten wollte. |
| 1        | Velvereen       | Palmyra Monty       | Velvereen wird von Friedenswächtern erschossen, nachdem sie nach dem Bombenanschlag flüchten wollte. |
| 2        | Marcus          | Sejanus Plinth      | Marcus ging mit Sejanus zusammen zur Schule in Distrikt 2. Er nimmt keinerlei Essen von Sejanus an. Nach dem Bombenanschlag gelingt ihm zunächst die Flucht. Er wird jedoch gefasst, vom Kapitol gefoltert und zu Beginn der Spiele gefesselt und in der Arena zur Show gestellt. Lamina erlöst ihn letztendlich und tötet ihn mit einer Axt. |
| 2        | Marcus          | Sejanus Plinth      | Sejanus' Vater ist ein Titan in der Waffenindustrie und konnte sich und seine Familie wegen seines angesammelten großen Vermögens aus Distrikt 2 ins Kapitol einkaufen, doch Sejanus ist im Kapitol unglücklich und vermisst sein altes Zuhause. Der einzige Freund, den er hat, ist Coriolanus. Sejanus verabscheut die Hungerspiele und die Grausamkeit des Kapitols und lehnt sich gegen diese auf. |
| 2        | Sabyn           | Florus Friend       | Sabyn stürzt bei dem Fluchtversuch nach dem Bombenanschlag tödlich von einer Mauer. |
| 3        | Circ            | Io Jasper           | Circ wird von den Giftschlangen am vierten Tag der Spiele getötet. |
| 3        | Teslee          | Urban Canville      | Teslee wird mit einer Axt von Treech am fünften Tag der Spiele getötet. |
| 4        | Coral           | Persephone Price    | Coral wird von den Giftschlangen am vierten Tag der Spiele getötet. |
| 4        | Mizzen          | Festus Creed        | Mizzen bricht sich nach einem Sturz das Genick, nachdem eine Drohne von Teslee gehackt wurde, am fünften Tag der Spiele. |
| 5        | Hy              | Dennis Fling        | Hy stirbt durch einen Asthmaanfall vor Beginn der Spiele |
| 5        | Sol             | Iphigenia Moss      | Sol wird von Coral mit einem Dreizack erstochen am zweiten Tag der Spiele. |
| 6        | Otto            | Apollo Ring         | getötet durch den Bombenanschlag vor Beginn der Spiele |
| 6        | Ginnee          | Diana Ring          | getötet durch den Bombenanschlag vor Beginn der Spiele |
| 7        | Treech          | Vipsania Sickle     | Treech wird von einer Giftschlange getötet, die im Rock von Lucy Gray die Nacht überlebt hat, am fünften Tag der Spiele. |
| 7        | Lamina          | Pliny Harrington    | Lamina wird von Coral mit einem Dreizack erstochen am dritten Tag der Spiele. |
| 8        | Bobbin          | Juno Phipps         | Bobbin wird von Coriolanus mit einem Kantholz erschlagen bei der Rettung von Sejanus in der ersten Nacht der Spiele. |
| 8        | Wovey           | Hilarius Heavensbee | Wovey wird von Lucy Gray mit Rattengift vergiftet am vierten Tag der Spiele. |
| 9        | Panlo           | Gaius Breen         | Panto erliegt seinen Verletzungen durch den Bombenanschlag. |
| 9        | Panlo           | Gaius Breen         | Gaius verliert durch den Bombenanschlag beide Beine, erliegt seinen Verletzungen letztendlich am dritten Tag der Spiele. |
| 9        | Sheaf           | Androcles Anderson  | Sheaf erliegt ihren Verletzungen durch den Bombenanschlag. |
| 9        | Sheaf           | Androcles Anderson  | Androcles erleidet kritische Verletzungen durch den Bombenanschlag, überlebt jedoch. |
| 10       | Tanner          | Domitia Whimsiwick  | Tanner wird von den beiden Tributen aus Distrikt 4, Coral und Mizzen, mit einem Dreizack und Messer erstochen, am dritten Tag der Spiele. |
| 10       | Brandy          | Arachne Crane       | Beide sterben vor Beginn der Spiele. Brandy schneidet Arachne die Kehle auf und wird anschließend von Friedenswächtern erschossen. Bei Arachnes Beerdigung wird Brandys Leiche als Warnung präsentiert. |
| 11       | Reaper          | Clemensia Dovecote  | Reaper stirbt am fünften Tag an Schwäche und Erschöpfung, es wird jedoch angedeutet, dass er durch Lucy Gray und das Rattengift getötet wurde, nachdem er aus einer Pfütze getrunken hatte. |
| 11       | Reaper          | Clemensia Dovecote  | Clemensia wird von genmanipulierten Giftschlangen gebissen, herbeigeführt durch Dr. Gaul und wird anschließend im Krankenhaus behandelt. |
| 11       | Dill            | Felix Ravinstill    | Dill stirbt an Tuberkulose am Ende des ersten Tages. Sie hat sich schon vermutlich schon vor Beginn der Spiele mit dem bakteriellen Erreger infiziert. |
| 12       | Jessup Diggs    | Lysistrata Vickers  | Jessup stirbt an Tollwut, vermutlich durch einen Waschbärenbiss im Zoo des Kapitols vor den Spielen. Er bricht sich, bedingt durch die Krankheit, bei einem Sturz mehrere Knochen. |
| 12       | Lucy Gray Baird | Coriolanus Snow     | Lucy Gray arbeitet in Distrikt 12 als Sängerin in der Band der Covey. Mit ihrer Stimme und ihrem Gesang beeindruckt und bezaubert sie die Menschen im Kapitol und gewinnt viele Sponsoren. Sie versteht sich mit ihrem Mentor Coriolanus auf Anhieb. Bei dem Bombenanschlag erleidet sie Verbrennungen. Lucy Gray ist die Gewinnerin der 10. Hungerspiele. |
| 12       | Lucy Gray Baird | Coriolanus Snow     | Wegen des Krieges vor einigen Jahren gegen die Rebellen ist Coriolanus Familie nahezu mittellos, denn das Vermögen der Familie Snow war in Distrikt 13 angelegt gewesen, der vom Kapitol restlos zerstört wurde. Coriolanus will unbedingt die Hungerspiele gewinnen, um das Preisgeld (und ein Stipendium) zu ergattern. Zunächst hegt er jedoch keine großen Hoffnungen, dieses Ziel zu erreichen, da er Lucy Gray nicht für eine ernstzunehmende Kandidatin hält. Doch später ändert sich seine Meinung und zudem beginnt er Gefühle für Lucy Gray Baird zu entwickeln. Bei dem Bombenanschlag erleidet Coriolanus eine Gehirnerschütterung und leichte Verbrennungen. Um ihre Siegeschancen zu erhöhen, legt er ein Taschentuch mit ihrem Geruch in das Terrarium der genmanipulierten Schlangen, damit diese sich an Lucy Grays Geruch gewöhnen und sie nicht angreifen. Außerdem gibt er Lucy den Hinweis, sie solle die Puderdose seiner Mutter mit Rattengift füllen. |

## Weitere Figuren

### Tigris
Tigris ist die Cousine von Coriolanus und lebt gemeinsam mit ihm und ihrer Großmutter in einer Penthousewohnung, dem einzig Prachtvollen, was der Familie Snow geblieben ist. Ihre Eltern und auch die von Coriolanus sind verstorben. Sie verdient mit Müh und Not etwas Geld, mit dem die Familie sich noch gerade so über Wasser halten kann.

### Dr. Volumnia Gaul
Doktor Gaul ist die Oberste Spielmacherin und eine große Befürworterin der Hungerspiele. Sie ist kaltherzig und gleichgültig gegenüber dem Leid anderer. Ihrer Meinung nach sei die wahre Natur des Menschen im Kern böse und zerstörerisch und dieser Zustand offenbare sich, wenn keine Autorität und Ordnung vorhanden ist. Vor allem investiert sie Zeit und Mühe in die Studien des Coriolanus.

### Dekan Casca Highbottom
Der Dekan versucht, Coriolanus zu schaden, da er mit dessen Vater einen großen Streit führte. Coriolanus’ Vater und der Dekan hatten nämlich beide während ihrer Studienzeit die Aufgabe bekommen, sich eine so große Strafe für die Rebellen auszudenken, dass sie diese nie vergessen würden. Sie dachten sich in betrunkenem Zustand das System der Hungerspiele aus. Als Highbottom am nächsten Morgen aufwachte, erschrak er, was er da zu Papier gebracht hatte, doch es war zu spät, denn Coriolanus’ Vater reichte die Arbeit ein, um eine gute Note zu bekommen. Das Konzept wurde umgesetzt und Highbottom wird seitdem als der Erfinder der Hungerspiele hingestellt. Das hat er nie verziehen.

## Filmadaption
Noch vor Veröffentlichung des Buches signalisierte Lionsgate Interesse an einer filmischen Umsetzung des Romanes. Die offizielle Ankündigung des Projektes erfolgte im April 2020. Im selben Zug wurde bekannt, dass Francis Lawrence den Regie-Posten übernimmt, während Michael Arndt zusammen mit Nina Jacobson und der Autorin Suzanne Collins das Drehbuch verfasst. Die Hauptrollen des Coriolanus Snow wird dabei von Tom Blyth und die der Lucy Gray Baird von Rachel Zegler gespielt. Der Film ist am 17. November 2023 in den US-amerikanischen Kinos angelaufen.